# The second day
The second day is het debuutalbum van Water.

## Inleiding
De band werd in 1974 opgericht en bracht een jaar later haar eerste studioalbum uit.  Dit was niet de eerste keer dat de klanken van Water te horen was. Ze hadden de muziek (van Westerbeek) ingespeeld bij een film van Hans van Oosterom voor project Salicht Leyden. Het album is opgenomen in de Phonogram Studio in Hilversum. Westerbeek en muziekproducent en arrangeur Piet Souer hadden in de tijd daarvoor aan een specifiek Watersound gewerkt (aldus de hoestekst). Philips Records bracht het album uit. In de pers werd er later vermeld dat dat album een albumlijst had behaald, maar daar is niets van terug te vinden. De titel verwijst naar de tweede dag waarom God het water schiep. De muziek is een mengeling van progressieve rock in funk.

## Musici
Een aantal musici uit het begin van Water was alweer vervangen; het album werd opgenomen in de samenstelling:
- Ron Westerbeek – zang, toetsinstrumenten
- André Bleeker – gitaar
- John Lagrand – mondharmonica
- Pieter Voogt – drumstel (kwam uit Ekseption)
- Debbie/Debra Wokaty – zang (zong bij Sandy Coast en Lucifer)
- Jan van Dijk – dwarsfluit
- Boris Farberow – basgitaar

## Muziek
| Nr. | Titel                                          | Duur |
| --- | ---------------------------------------------- | ---- |
| 1.  | Holiday hideaway (Westerbeek, Bleeker, Wokaty) | 4:18 |
| 2.  | After the ball (Bleeker, Westerbeek, Wokaty)   | 5:02 |
| 3.  | You’re older now (Westerbeek, Lagrand)         | 5:01 |
| 4.  | Night about four (Westerbeek, Farbewow)        | 5:13 |

| Nr. | Titel                                                | Duur |
| --- | ---------------------------------------------------- | ---- |
| 1.  | All around your tumble (Westerbeek, Bleeker, Wokaty) | 4:45 |
| 2.  | Come and see trhe day (Bleeker, Westerbeek)          | 4:18 |
| 3.  | Okinavasta (Westerbeek, van DIjk)                    | 3:52 |
| 4.  | Follow me (Westerbeek, Bleeker, Wokaty)              | 4:57 |
| 5.  | The second day (Van Dijk, Westerbeek, Wokaty)        | 3:36 |

## Nasleep
De band verzorgde een aantal optredens, maar werd nimmer echt populair. In de jaren negentig was het album uit de handel. Het album kon toen alleen op verzoek gedigitaliseerd worden via Fonos (catalogusnummer 5630).